# Ziaelas av Bithynien
Ziaelas av Bithynien, död 228 f. Kr., var regerande kung av Bithynien mellan 254 f. Kr. - 228 f. Kr.